# Giulio Neri
Giulio Neri (Torrita di Siena, 21 maggio 1909 – Roma, 21 aprile 1958) è stato un basso italiano.

## Biografia
Nato a Torrita di Siena, iniziò a esibirsi fin dalla giovane età distinguendosi per la voce già potente. Il Conte Enrico Galeotti Ottieri della Ciaja, sentitolo cantare alla Messa, decise di pagargli gli studi.
Dopo un anno di studio a Roma col maestro Ferraresi, vinse un concorso lirico del Maggio Musicale Fiorentino e subito dopo una borsa di studio alla scuola di perfezionamento del Teatro Reale dell'Opera. Debuttò nel 1934 in Rigoletto a Pienza, al fianco di Benvenuto Franci. Nel 1938 debuttò al Teatro Reale dell'Opera di Roma, divenendone ben presto il primo basso.
Cantò in numerosi teatri italiani e stranieri: al Liceu di Barcellona, al Covent Garden di Londra, in Svizzera, Portogallo, Brasile. Nel 1945 interpretò insieme a Beniamino Gigli, Maria Caniglia e Miriam Pirazzini una storica Messa di requiem di Giuseppe Verdi, diretta dal maestro Serafin, nel Belvedere della Città del Vaticano.
La voce molto scura e tonante, da autentico basso profondo, gli permise di interpretare con grande padronanza, anche scenica, molti ruoli di basso serio e drammatico, spingendosi con disinvoltura verso i toni più gravi della vocalità maschile (do grave e perfino il si grave): oltre ai ruoli prediletti di Mefistofele e Mosè, Baldassarre ne La favorita, il Grande Inquisitore in Don Carlo, Sparafucile in Rigoletto, Ramfis in Aida, Oroveso in Norma. Di Rossini affrontò anche L'assedio di Corinto e Guglielmo Tell. Si esibì anche in ruoli brillanti, come Don Basilio ne Il barbiere di Siviglia.

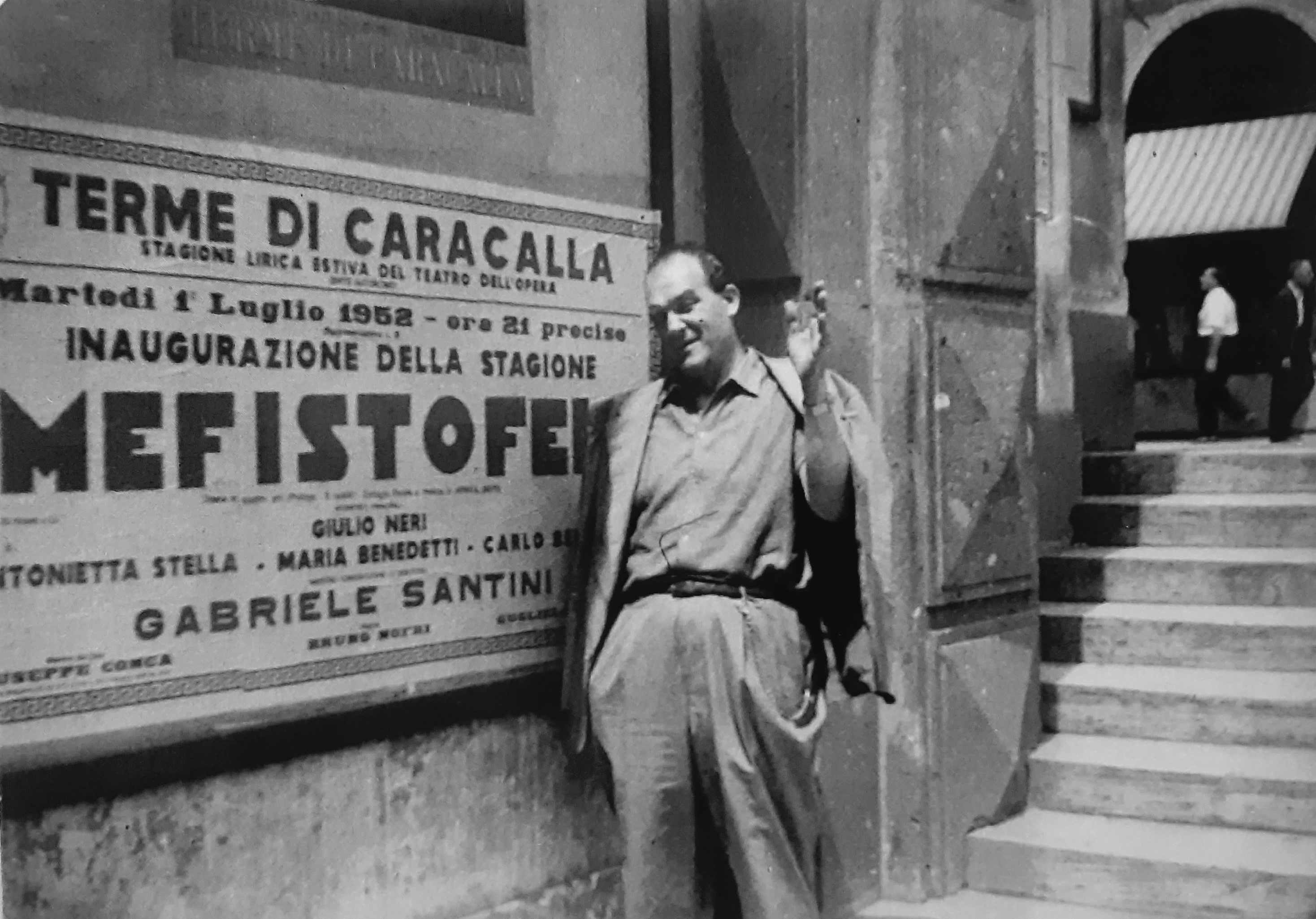
Giulio Neri davanti a un manifesto di Mefistofele (Roma, Terme di Caracalla, 1952)

Interpretò inoltre opere di Wagner, Modest Petrovič Musorgskij, Lattuada (La tempesta), Porrino (Gli Orazi), Spontini (La Vestale), Strawinsky (Le rossignol), Monteverdi (L'Orfeo), Berlioz, Alfano (Sakùntala), Gounod (Faust), Ponchielli (La Gioconda), Mascagni (Iris), Refice (Cecilia, Margherita da Cortona), Rocca (Il Dibuk), Massenet (Manon), Borodin (Il principe Igor). Aveva in repertorio un'ottantina titoli, tra opere e oratori sacri.
Per il cinema fu tra gli interpreti di vari film, tra cui Puccini del 1953 e Figaro, il barbiere di Siviglia del 1955 e apparve nel ruolo di se stesso in Mi permette, babbo! del 1956. Partecipò alla colonna sonora di Aida, Casta Diva e Casa Ricordi.
Sposato con la danzatrice classica Laura Lauri, padre di due figli, morì improvvisamente per un attacco cardiaco all'età di 48 anni. Dal 2005 si svolge a Torrita di Siena il Concorso Lirico Internazionale a lui dedicato.

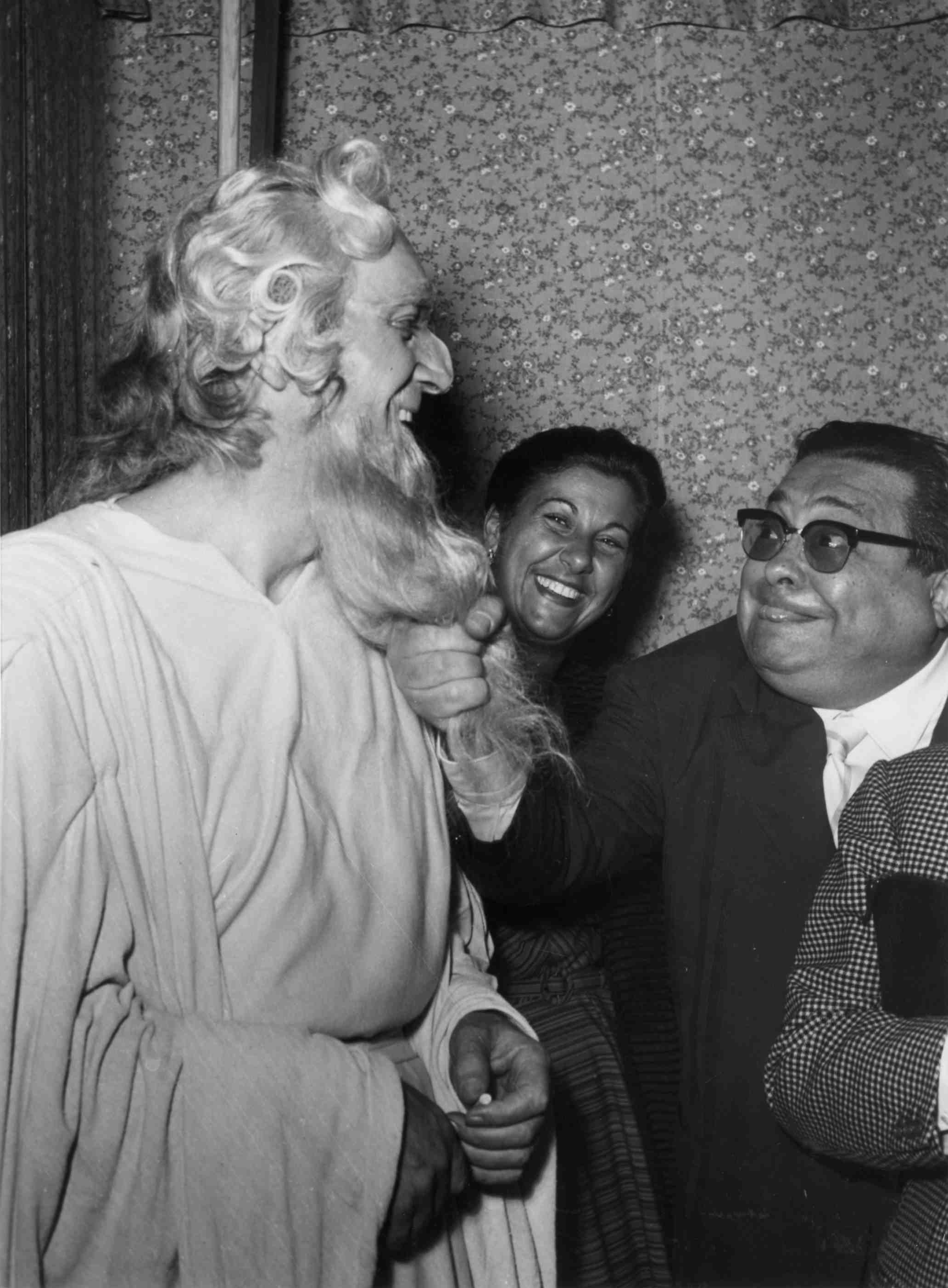
Al termine di Mosè in Egitto alle Terme di Caracalla nel 1956, con la moglie Laura Lauri e l'attore Aldo Fabrizi

## Repertorio operistico
| Ruolo                      | Titolo                          | Autore      |
| -------------------------- | ------------------------------- | ----------- |
| Kanva                      | Sakùntala                       | Alfano      |
| Oroveso                    | Norma                           | Bellini     |
| Sir Giorgio                | I puritani                      | Bellini     |
| Brander                    | La dannazione di Faust          | Berlioz     |
| Mefistofele                | Mefistofele                     | Boito       |
| Končak                     | Il principe Igor'               | Borodin     |
| Marco                      | L'Arlesiana                     | Cilea       |
| Raimondo                   | Lucia di Lammermoor             | Donizetti   |
| Baldassare                 | La favorita                     | Donizetti   |
| Don Giovanni da Silva      | Don Sebastiano                  | Donizetti   |
| Mefistofele                | Faust                           | Gounod      |
| Calibano                   | La tempesta                     | Lattuada    |
| Il Cieco                   | Iris                            | Mascagni    |
| Des Grieux                 | Manon                           | Massenet    |
| Caronte                    | L'Orfeo                         | Monteverdi  |
| Dositeo                    | Chovanščina                     | Musorgskij  |
| Alvise Badoero             | La Gioconda                     | Ponchielli  |
| Marco Orazio Marco Valerio | Gli Orazi                       | Porrino     |
| Colline                    | La bohème                       | Puccini     |
| Simone                     | Gianni Schicchi                 | Puccini     |
| Timur                      | Turandot                        | Puccini     |
| Vescovo Urbano             | Cecilia                         | Refice      |
| Padre di Margherita        | Margherita da Cortona           | Refice      |
| Nissen                     | Il Dibuk                        | Rocca       |
| Don Basilio                | Il barbiere di Siviglia         | Rossini     |
| Mosè                       | Mosè in Egitto                  | Rossini     |
| Maometto II                | L'assedio di Corinto            | Rossini     |
| Gualtiero Fürst            | Guglielmo Tell                  | Rossini     |
| Abimelecco                 | Sansone e Dalila                | Saint-Saëns |
| Sommo Sacerdote            | La Vestale                      | Spontini    |
| L'Imperatore               | L'usignolo                      | Stravinskij |
| Conte di Walter            | Luisa Miller                    | Verdi       |
| Sparafucile                | Rigoletto                       | Verdi       |
| Ferrando                   | Il trovatore                    | Verdi       |
| Giovanni da Procida        | I vespri siciliani              | Verdi       |
| Jacopo Fiesco              | Simon Boccanegra                | Verdi       |
| Samuel                     | Un ballo in maschera            | Verdi       |
| Frate guardiano            | La forza del destino            | Verdi       |
| Grande Inquisitore         | Don Carlo                       | Verdi       |
| Ramfis                     | Aida                            | Verdi       |
| Pistola                    | Falstaff                        | Verdi       |
| Re Enrico                  | Lohengrin                       | Wagner      |
| Fafner                     | L'oro del Reno                  | Wagner      |
| Hunding Wotan              | La Walkiria                     | Wagner      |
| Re Marke                   | Tristano e Isotta               | Wagner      |
| Hans Sachs                 | I maestri cantori di Norimberga | Wagner      |
| Hagen                      | Il crepuscolo degli dei         | Wagner      |
| Gurnemanz                  | Parsifal                        | Wagner      |

## Discografia

### Incisioni in studio
- Rigoletto (film) - Tito Gobbi, Marcella Govoni (voce Lina Pagliughi), Mario Filippeschi, Giulio Neri - Dir. Tullio Serafin-regia Carmine Gallone - 1946 Première Opera/Bongiovanni (solo audio)
- La forza del destino (film) - Caterina Mancini, Galliano Masini, Tito Gobbi, Giulio Neri, Cloe Elmo - Dir. Gabriele Santini-regia Carmine Gallone - 1949 BCS
- Aida - Caterina Mancini, Mario Filippeschi, Giulietta Simionato, Rolando Panerai, Giulio Neri - Dir. Vittorio Gui - 1951 Cetra
- Don Carlo - Mirto Picchi, Nicola Rossi-Lemeni, Maria Caniglia, Paolo Silveri, Ebe Stignani, Giulio Neri - Dir. Fernando Previtali - 1951 Cetra
- La Gioconda - Maria Callas, Gianni Poggi, Paolo Silveri, Fedora Barbieri, Giulio Neri - Dir. Antonino Votto - 1952 Cetra
- Mefistofele - Giulio Neri, Gianni Poggi, Rosetta Noli, Simona Dall'Argine - Dir. Franco Capuana - 1952 Urania/ried. Preiser
- Mefistofele - Giulio Neri, Ferruccio Tagliavini, Marcella Pobbe, Ebe Ticozzi - Dir. Angelo Questa - 1954 Cetra
- Rigoletto - Giuseppe Taddei, Lina Pagliughi, Ferruccio Tagliavini, Giulio Neri - Dir. Angelo Questa - 1954 Cetra
- La favorita - Fedora Barbieri, Gianni Raimondi, Carlo Tagliabue, Giulio Neri - Dir. Angelo Questa - 1954 Cetra
- Don Carlo (Inquisitore) - Mario Filippeschi, Boris Christoff, Antonietta Stella, Tito Gobbi, Elena Nicolai, Giulio Neri,- Dir. Gabriele Santini - 1954 HMV
- Aida - Maria Curtis Verna, Franco Corelli, Miriam Pirazzini, Giangiacomo Guelfi, Giulio Neri - Dir. Angelo Questa - 1956 Cetra

### Edizioni dal vivo
- La bohème - Renata Tebaldi, Giacomo Lauri Volpi, Tito Gobbi, Elisa Ribetti, Giulio Neri - Dir. Gabriele Santini - 1951 Napoli - CLS/GOP
- La forza del destino (selez)  - Beniamino Gigli, Elisabetta Barbato, Enzo Mascherini, Giulio Neri - Dir. Antonino Votto - 1951 Rio de Janeiro - HRE/SRO
- Norma - Maria Pedrini, Ebe Stignani, Gino Penno, Giulio Neri - Dir. Francesco Molinari Pradelli - 1952 Napoli - Melodram/Gala
- Rigoletto - Giuseppe Taddei, Agnes Ayres, Giacinto Prandelli, Giulio Neri - Dir. Mario Rossi - Milano-RAI 1952 - Lyric Distribution
- Aida - Renata Tebaldi, Gino Penno, Ebe Stignani, Ugo Savarese, Giulio Neri, Dir. Tullio Serafin - Napoli 1953 ed. Edizione Lirica/Lyric Distribution
- La bohème - Renata Tebaldi, Gianni Poggi, Manuel Ausensi, Ornella Rovero, Giulio Neri - Dir. Ugo Rapalo - Barcellona 1954 - Premiere Opera
- Don Sebastiano - Gianni Poggi, Enzo Mascherini, Giulio Neri, Dino Dondi, Fedora Barbieri - Dir. Carlo Maria Giulini - 1955 Firenze - Cetra/MRF/Walhall
- I vespri siciliani - Anna De Cavalieri, Mario Filippeschi, Giangiacomo Guelfi, Giulio Neri, dir. Tullio Serafin - 1955 Napoli - Bongiovanni
- La forza del destino - Renata Tebaldi, Giuseppe Di Stefano, Giangiacomo Guelfi, Giulio Neri - Dir. Gabriele Santini - 1956 Firenze - Paragon /Myto
- Iris - Magda Olivero, Salvatore Puma, Giulio Neri, dir. Angelo Questa - 1956 RAI - Cetra
- Norma - Anita Cerquetti, Miriam Pirazzini, Franco Corelli, Giulio Neri - Dir. Gabriele Santini - 1958 Roma - Myto/Living Stage